# 文本
文本（text）是指書面語言的表現形式，是承載訊息的載體，也就是可用於「閱讀」的任何物件。文本的可以以各種形式表現，舉凡文獻、文學作品、路標、建築的排列方式，以及衣服的式樣，皆可以是文本的表達形式。

## 定義
根據艾倫·盧克的定義，文本是透過存在過的語言或文字所組合而成的內容，且具有連貫性及編碼意義。當代的常見文本模式相當多元，常見的文本形式包含視覺文本（visual text）、影視文本（audiovisual text）、手勢文本（gestural texts）等等。

## 文學評論
在後結構主義學者羅蘭·巴特在《從作品到文本》一書中，提出「文本」此一概念後，該詞彙便頻繁應用於文學評論領域之中。巴特將「文本」與「作品」（work）進行區辨，他認為「作品」此一概念存在固定、對應的象徵意義，「能指」和「所指」相互統一，而「文本」則純粹是能指。傳統認為作者對於文學作品具有主動權，是作者創造了作品，但巴特否定作者對作品的決定作用，認為語言先於作者而存在，作者僅是接受語言。他認為「作品」僅是靜態的作者產物，而「文本」則是一種活動和過程，必須經過實踐才能發生的動態體驗。

## 分類
文本可依據其形式分為三個層次：
- 文字作品（Written work）：由文字組成的訊息載體
- 文化作品（Cultural work）
- 文化實做（Cultural practice）

## 辭源學
文本的英文「text」一詞，源自於拉丁文的「編織物」（textum）一詞，據信源自於古羅馬雄辯家昆提利安的著作《演講學校》的章節：「選好了你的用辭後，必須將這些語詞編織成一塊精美的綢緞。」

## 延伸閱讀
- Barry, Peter; Beginning Theory: an Introduction to Literary and Cultural Theory. ISBN 0-7190-6268-3.
- Bakhtin, M. M. (1981) The Dialogic Imagination: Four Essays （页面存档备份，存于）. Ed. Michael Holquist. Trans. Caryl Emerson and Michael Holquist. Austin and London: University of Texas Press.
- Culler, Jonathan; (1997) Literary Theory: a Very Short Introduction. Oxford: Oxford University Press. ISBN 0-19-285383-X.
- Eagleton, Terry; Literary Theory: an Introduction. ISBN 0-8166-1251-X.
- Eagleton, Terry; After Theory. Edw（英语：Edw）ISBN 0-465-01773-8.
- The Johns Hopkins Guide to Literary Theory and Criticism. ISBN 0-8018-4560-2.
- Lodge, David and Wood, Nigek (Eds); Modern Criticism and Theory: a Reader. 2nd Ed. ISBN 0-582-31287-6
- Patai, Daphne and Corral, Will H. (Eds.); Theory's Empire: an Anthology of Dissent. ISBN 0-231-13417-7.
- Rabaté, Jean-Michel; The Future of Theory. ISBN 0-631-23013-0.